# Antignano (famiglia)
Virtute et sempre proedita nempe fuit»
(Anonimo astigiano del XIV secolo )
Gli Antignano o Antignani o De Antignano, erano una nobile famiglia astigiana che si sviluppò grazie al commercio ed al prestito di denaro su pegno in tutta l'Europa occidentale medievale.
Apparteneva a quel gruppo di famiglie mercatali conosciute come casane che contribuirono con le loro ricchezze a far diventare la città di Asti uno dei liberi Comuni medievali più importanti del nord Italia.
Di parte ghibellina furono vassalli del vescovo di Asti fin dalla metà del XII secolo, quando il vescovo Oberto Catena li investì del feudo di Antignano, Castiglione e Cassiano.

## Nascita e sviluppo della famiglia
La famiglia fece la prima comparsa  in Asti nel primo quarto del XIII secolo anche se si narra che un Ambrogio Antignano si salvò nel 1162, dopo l'incendio della città ad opera di Federico Barbarossa.
Nel 1276 Tommaso ed Emanuele furono consiglieri del Comune, così come Franceschino e Giorgio membri del Gran Consiglio  cittadino (1290).
Nel 1322 Bartolomeo Antignano sposò una Asinari, suggellando l'alleanza tra le due famiglie.
Gli Antignano aumentarono i propri profitti affiancando all'attività commerciale anche quella feneratizia.
Già nel 1258 aprirono un banco in società con i Pelletta ed i Cacherano in Piccardia.
Nel primo quarto del XIV secolo, un Giovanni Antignano tenne attività casaniere in Tarentasia ed un Domenigio ad Aiguebelle e Conflans.
Bartolo era tesoriere dei Savoia tra il 1308 ed il 1314, e Francesco teneva alocuni banchi a Sembrancher, Chillon, Saillon, Sasson, Yenne e Saint Genis.
Guglielmo annoverava tra i suoi clienti anche Roberto conte di Fiandra e dopo il 1344 la famiglia sviluppò l'attività anche nel Rossillon.

## Abitazioni e feudi degli Antignano
Gli Antignano, in Asti erano insediati nella contrada di San Sisto, vicino al palazzo Vescovile e  nel 1306, risultano alcune proprietà anche nei pressi della Chiesa di San Martino.
Le loro proprietà nel contado erano ad Antignano d'Asti su cui vantavano diritti feudali.

## Stemma
Secondo la regola che le armi più semplici sono anche le più antiche, lo stemma degli Antignano è possibile che abbia un'origine  particolarmente remota, riconducibile all'iconografia militare in modo da essere riconosciuto senza ombra di dubbio sui campi di battaglia.
Per quello che riguarda i colori azzurro - oro dello stemma, molte sono le famiglie astigiane che presentavano questi colori, è probabile che questo fosse caratteristico di un particolare schieramento politico.